# Burmagomphus v-flavum
Burmagomphus v-flavum – gatunek ważki z rodziny gadziogłówkowatych (Gomphidae).